# Origny-le-Butin
Origny-le-Butin là một xã thuộc tỉnh Orne trong vùng Normandie tây bắc nước Pháp. Xã này nằm ở khu vực có độ cao trung bình 107 mét trên mực nước biển.